# Верещиця (річка)
Вере́щиця — річка в Україні, ліва притока Дністра (басейн Чорного моря) в межах Яворівського та Львівського районів Львівської області.

## Опис
Довжина річки 92 км, загальна площа басейну 955 км², похил річки 0,9 м/км. Долина трапецієподібна, місцями V-подібна, її ширина 2—4 км. Заплава широка (1—1,5 км), з озероподібними розширеннями, у багатьох місцях заболочена. Річище помірнозвивисте, на окремих ділянках каналізоване. Ширина його від 3—4 м до 10—20 м. На річці розташовано чимало ставів, деякі з них досить великі, наприклад біля селища Івано-Франкового (Янівський став), міста Городка, селища Великого Любеня, міста Комарно.
Використовується для промислових та побутових потреб, зрошення, рибництва.

## Географічне розташування
Бере початок поблизу села Розточчя, на північний захід від села Верещиці. Тече на південний схід територією Сянсько-Дністровської вододільної рівнини (лише північніше міста Городка упродовж 10 км тече зі сходу на захід). Впадає у Дністер на захід від села Повергів. У верхній течії пролягає територією заповідника «Розточчя» та Яворівського національного природного парку.

## Притоки
Праві:
- Зашковиця
- Берестина
- Струга

Ліві:
- Домажир.
- Ставчанка

## Цікаві факти
- Верещиця була у минулому повноводною та судноплавною річкою. Через неї здійснювався зв'язок між басейнами Дністра та Вісли через Сян та Буг.
- Назва річки походить від вересу, який утворює суцільні зарості — верещатники[3].
- На берегах Верещиці за часів Хмельниччини відбулась битва під Городком.

## Галерея

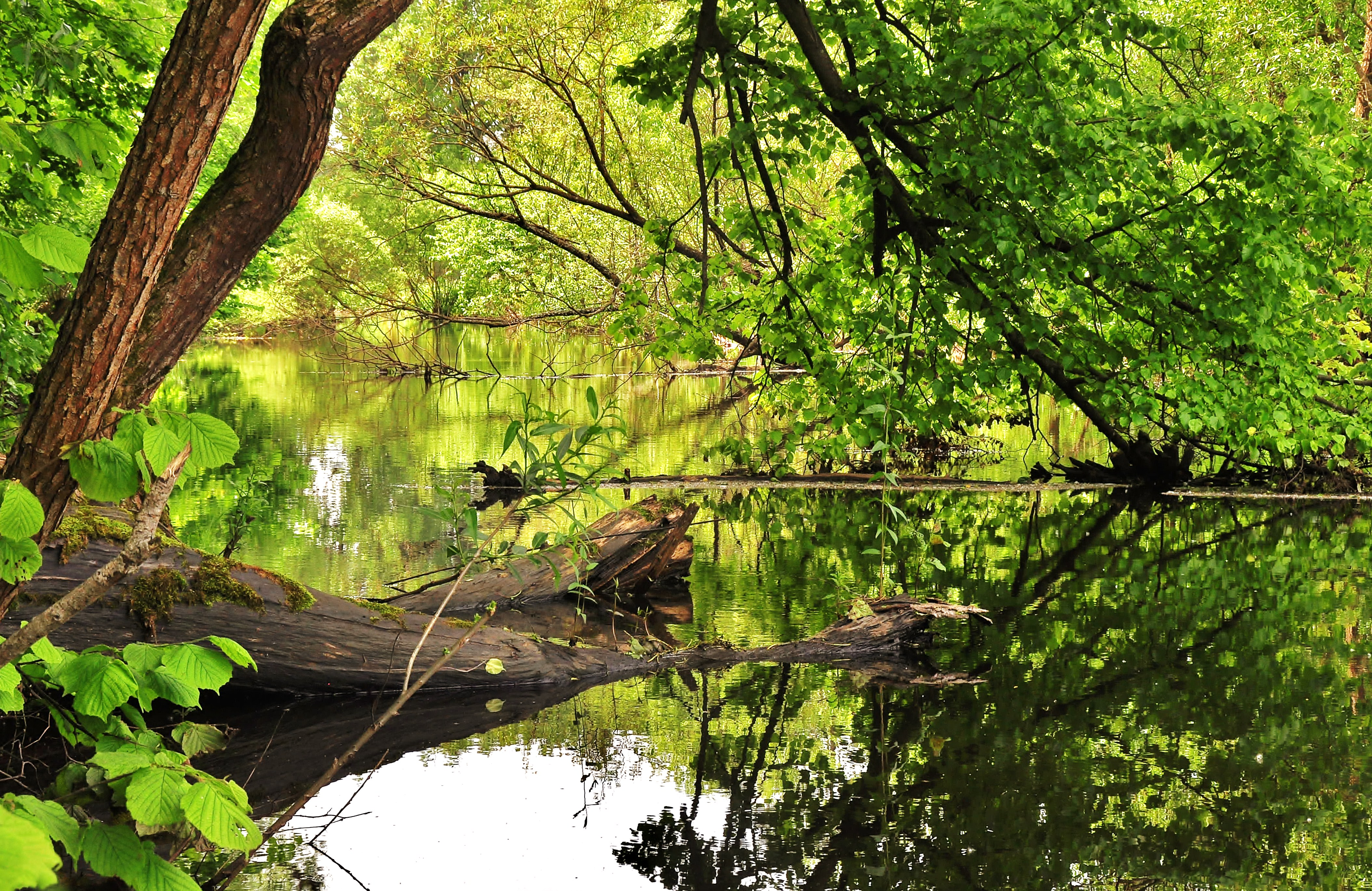
Верещиця при витоку з Янівського ставу
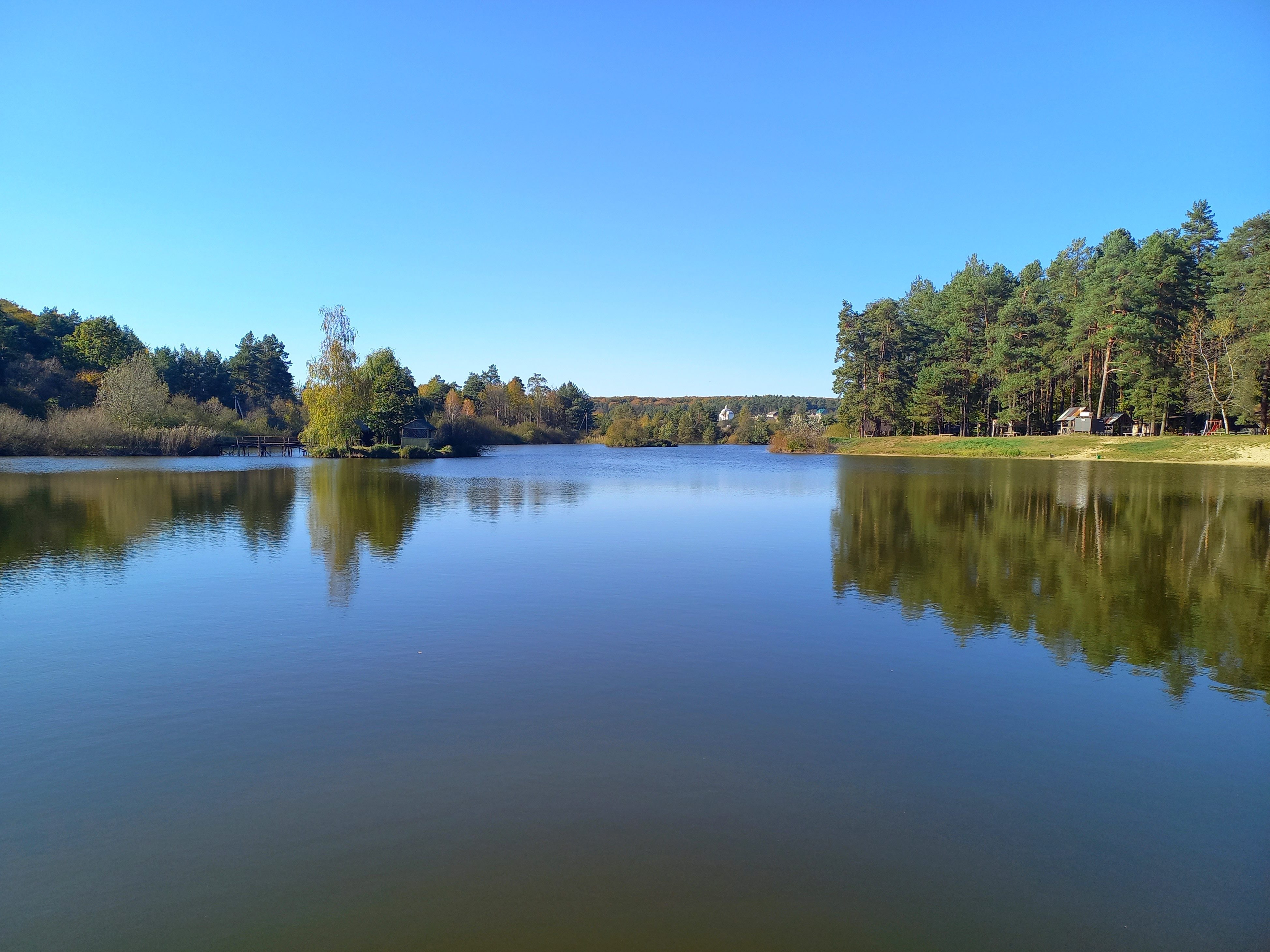
Став біля рекреаційного пункту «Верещиця»
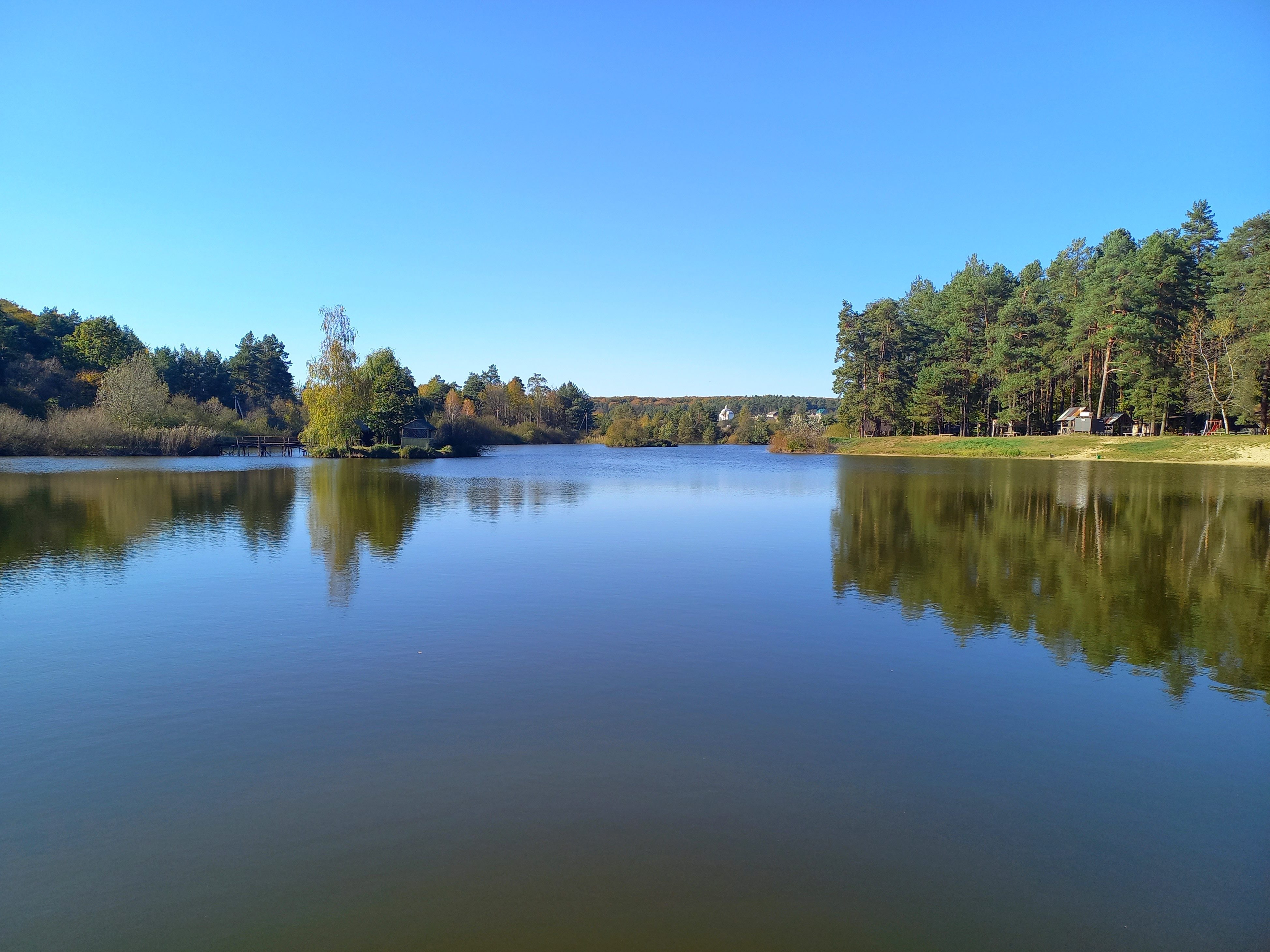
Став на Верещиці в межах Яворівського НПП